# سو سیتی (آیووا)
سو سیتی (به انگلیسی: Sioux City) شهری در ایالت آیووا کشور ایالات متحده آمریکا است که جمعیت آن در سرشماری سال ۲۰۱۰ میلادی، ۸۲٬۶۸۴ نفر بوده‌است.